# Синдром Эдвардса
Синдром Э́двардса (синдром трисомии 18) — хромосомное заболевание, характеризуется комплексом множественных пороков развития и трисомией 18 хромосомы. Описан в 1960 году Джоном Эдвардсом. Популяционная частота примерно 1:3000 в США и 1:5000 в мире на 2016 год. Дети с трисомией в 18-й хромосоме чаще рождаются у пожилых матерей, взаимосвязь с возрастом матери менее выражена, чем в случаях трисомии хромосомы 21 и 13. Для женщин старше 45 лет риск родить больного ребёнка составляет 0,7 %. Девочки с синдромом Эдвардса рождаются в три раза чаще мальчиков. Выживание после года жизни составляет около 5—10 %.

## Причины заболевания
Причиной заболевания является наличие дополнительной 18-й хромосомы (трёх вместо двух в норме для диплоидного набора) в кариотипе зиготы.
Лишняя хромосома обычно появляется до оплодотворения. У человека нормальные половые клетки — гаметы — содержат по 23 хромосомы (гаплоидный набор), и, сливаясь, они дают кариотип зиготы — 46 хромосом. К появлению лишней хромосомы у гамет обычно приводит нерасхождение хромосом при мейотическом делении, вследствие чего в половой клетке оказывается 24 хромосомы. В случае если такая клетка встретит при оплодотворении гамету от противоположного пола, они образуют зиготу с трисомией.
В одном случае из десяти наблюдается мозаицизм в явлении трисомии 18: лишнюю хромосому несут не все клетки организма. Это говорит о том, что нерасхождение произошло на ранней стадии развития зародыша, а все клетки с трисомией — потомки неправильно поделившейся клетки зародыша.

## Проявления синдрома
Дети с трисомией 18 рождаются с низким весом, в среднем около 2200 граммов, при этом длительность беременности — нормальная или даже превышает норму. Чаще всего возникают аномалии мозгового и лицевого черепа.
- Нижняя челюсть и ротовое отверстие маленькие. Глазные щели узкие и короткие.
- Ушные раковины деформированы и в подавляющем большинстве случаев расположены низко, несколько вытянуты в горизонтальной плоскости. Мочка, а часто и козелок отсутствуют. Наружный слуховой проход сужен, иногда отсутствует.
- Грудина короткая, из-за чего межреберные промежутки уменьшены и грудная клетка шире и короче нормальной.
- В 80 % случаев наблюдается аномальное развитие стопы: пятка резко выступает, свод провисает (стопа-качалка), большой палец утолщён и укорочен.
- Из дефектов внутренних органов наиболее часто отмечаются пороки сердца и крупных сосудов.
- У всех больных наблюдаются гипоплазия мозжечка, выраженная умственная отсталость, снижение мышечного тонуса.

## Прогноз
Продолжительность жизни детей с синдромом Эдвардса невелика: 60 % детей умирают в возрасте до 3 месяцев, до года доживает лишь 5—10 %. Основной причиной смерти служат остановка дыхания и нарушения работы сердца. Оставшиеся в живых — глубокие олигофрены.

## Частота появления
Частота появления синдрома Эдвардса составляет ~ 1:7000 зачатий и 1:8000 рождений живых детей. Риск рождения больного ребёнка увеличивается с возрастом, особенно если мать болеет диабетом.

## Вариации
Кроме трисомии 18, присутствующей во всех клетках организма, а также мозаичной трисомии 18, возможна и частичная трисомия. При этом часть хромосомы 18 присоединяется к другой хромосоме. Такой эффект называется транслокация, и он может произойти как при созревании гамет, так и после оплодотворения в клетках зародыша. В клетках организма при этом оказываются две гомологичные хромосомы 18 и, дополнительно, часть хромосомы 18, прикреплённая к другой хромосоме. У людей, страдающих частичной трисомией 18, аномалии проявляются слабее, нежели при типичном синдроме Эдвардса.